# جوناثان شافي
جوناثان شافي (بالإنجليزية: Jonathan Chaffee)‏ هو متسابق بياثل أمريكي، ولد في 1944 في واشنطن العاصمة في الولايات المتحدة.

## وصلات خارجية
- جوناثان شافي على موقع أوليمبيديا (الإنجليزية)